# 私立立人高級中学
私立立人高級中学（りつじん/リーレンこうきゅうちゅうがく、ピンイン：Lìrén、注音: ㄌㄧˋ ㄖㄣˊ、Li Ren Private High School）は、台湾台北市にある高校。完全中学として国中部を併設している。

## 沿革
| 年     | 月日 | 事跡                                   |
| ------ | ---- | -------------------------------------- |
| 1933年 |      | 上海に於いて三極電信学校が開校         |
| 1953年 | 8月  | 台北にて三極電信職業補習学校として復興 |
| 1955年 |      | 三極高級工業職業学校と改称             |
| 1991年 |      | 私立立人高級工商職業学校と改称         |
| 1994年 | 8月  | 私立立人高級中学と改称                 |